# Joan Jorba i Rius
Joan Jorba i Rius   (Castellgalí, 1869 - Manresa, 1938) va ser un empresari català del sector de tèxtil i distribució.

## Biografia
Era fill de Pere Jorba i Gassó, que havia instal·lat la seva primera fàbrica de filatures a Sant Vicenç de Castellet el 1887. El 1892 es va posar en funcionament la colònia Jorba al municipi de Calders, dedicada al tèxtil, i el 1904 decideixen obrir uns magatzems a Manresa. El 1911 s'expandiren a Barcelona al carrer del Call, 13-15.
A partir del moment en què Joan Jorba i Rius apareix com a gerent dels magatzems als documents oficials, l'empresa traspassà els límits fronterers i instal·là una sucursal l'any 1919 a Brussel·les, ciutat ben coneguda a causa dels seus viatges, que li van permetre conèixer la dinàmica empresarial europea. Ben aviat, destacà pel seu caràcter innovador en el camp del comerç, que revolucionà amb el desenvolupament del concepte de grans magatzems i la modernitat dels seus mètodes de venda i publicitat. Pioner en la incorporació de la venda per correu i el lliurament a domicili en la seva estratègia de venda, arribant fins i tot a publicar la Revista Jorba per presentar els seus productes.
Els primers magatzems Jorba foren els de Manresa, obra de l'arquitecte Ignasi Oms, construït l'any 1904, i remodelats en tres etapes (1936-1943-1952). És una de les poques mostres d'art déco a Catalunya. Oberts fins a mitjans dels anys 80, marquen clarament la història de la ciutat.
El màxim exponent de l'expansió fou amb l'obertura l'octubre del 1926 dels magatzems de Barcelona, al Portal de l'Àngel, d'estil classicista. La nova regulació urbanística del carrer els va permetre construir més en alçària, una mica inusual fins llavors als grans magatzems. El resultat és un edifici majestuós i elegant, a més de vistós. La finalitat comercial de l'edifici fa que totes les plantes estiguin obertes amb grans finestres, destacant els de la planta baixa, que permet una total visió des de l'exterior.

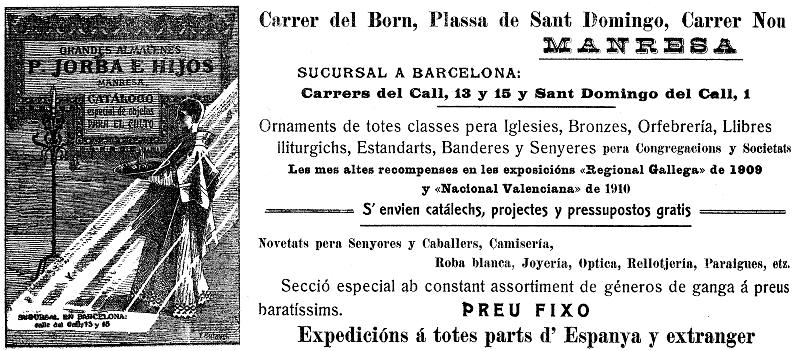
Anunci publicitari per als magatzems Jorba el 1912

Durant la Guerra Civil, Joan Jorba i Rius es va veure implicat en un judici revolucionari celebrat a Tarragona, on fou jutjat per uns fets de la Setmana Tràgica de 1909. Amb l'ajut d'alguns manresans i amb el suport dels treballadors de la casa, Joan Jorba va sortir d'aquest mal pas, però en sortí molt ressentit físicament i psíquicament. El 1936, l'empresa fou col·lectivitzada. Joan Jorba fou reclòs a casa seva, encara que mantenia contactes amb els directius de l'empresa. Morí el dia 21 de març de 1938.
Van ser també punt de referència durant molts anys no només de Barcelona sinó de tot Catalunya. No eren pas els primers grans magatzems que s'obrien a la ciutat, encara que sí els que van arribar a obtenir més gran popularitat durant els anys 40 a 60 fins a la venda a Galerías Preciados l'any 1963.
Els magatzems tenien un pes important en la vida pública de la ciutat, ja que participaven en cavalcades, organitzant jocs florals, concursos infantils, festes de disfresses, exposicions d'art i desfilades de moda.